# Antônio Duarte de Camargo
Antônio Duarte de Camargo (? - Castro, 14 de fevereiro de 1886) foi um fazendeiro e político brasileiro filiado ao Partido Liberal.
Duarte de Camargo foi alferes, capitão, tenente-coronel e comandante do 8º corpo da cavalaria, da guarda nacional na cidade de Castro, em 1881. Foi também eleitor em  1867 e 1868, em 1872 e 1876. Foi ainda deputado provincial em 1880 e 1º suplente de juiz municipal de Castro, em 1882. Comandou o Partido Liberal, tornando-se chefe em Castro.